# Благие
Благие — село в Александро-Невском районе Рязанской области, административный центр Благовского сельского поселения.

## Географическое положение
Село расположено на берегу реки Становая Ряса в 8 км на юго-восток от райцентра посёлка Александро-Невский.

## История
Каменная Свято Духовская церковь в селе с приделами Казанским и Никольским построена была ротмистром Иваном Григорьевичем Наумовым и освящена в 1791 году. Школа, открытая местным священником, существовала с 1848 года.
В XIX — начале XX века село входило в состав Зимаровской волости Раненбургского уезда Рязанской губернии. В 1906 году в селе было 126 дворов.
С 1929 года село являлось центром Благоевского сельсовета Новодеревенского района Рязанского округа Московской области, с 1937 года — в составе Рязанской области, с 2005 года — центр Благовского сельского поселения.

## Население
| 1859 | 1897 | 1906 | 2010 | 2023 |
| ---- | ---- | ---- | ---- | ---- |
| 725  | ↗762 | ↗839 | ↘272 | ↘226 |

## Инфраструктура
В селе имеются Благовская основная общеобразовательная школа (филиал МБОУ Студенковская СОШ), фельдшерско-акушерский пункт, отделение почтовой связи.

## Достопримечательности
В селе находится действующая Церковь Казанской иконы Божией Матери (2012).